# Пласа (Бергамо)
Пласа је насеље у Италији у округу Бергамо, региону Ломбардија.
Према процени из 2011. у насељу је живело 1 становника. Насеље се налази на надморској висини од 1167 м.